# Kfz-Kennzeichen (Tonga)

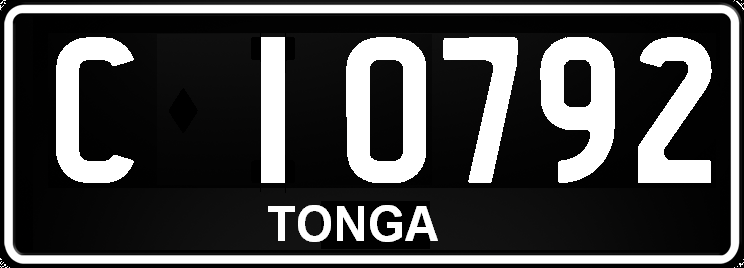
Kfz-Kennzeichen aus Tonga

Die Kfz-Kennzeichen Tongas zeigen weiße Lettern auf schwarzem Grund. Die Aufschrift besteht aus einem Buchstaben, der die Fahrzeugart angibt und maximal fünf Ziffern. Am unteren Rand erscheint der Landesname in Großbuchstaben.
Fahrzeugarten:
| Buchstabe | Fahrzeugart          |
| --------- | -------------------- |
| B         | Busse                |
| C         | Pkw                  |
| D         | Diplomatisches Korps |
| L         | Lkw                  |
| P         | Regierung            |
| R         | Mietfahrzeug         |
| T         | Taxi                 |